# 维耶夫维莱尔 (瓦兹省)
维耶夫维莱尔（法語：Viefvillers）是法国瓦兹省的一个市镇，属于博韦区大克雷韦科厄县。该市镇总面积4.09平方公里，2009年时的人口为177人。

## 人口
维耶夫维莱尔人口变化图示